# Theo Vogelaars
Theo Vogelaars (Roosendaal, 23 mei 1960) is een Nederlands muzikant die van 1980 tot 2001 actief was als de bassist van de popgroep Tröckener Kecks.
Voor de bezoekers van de concerten was Vogelaars het makkelijkst benaderbare lid van de Tröckener Kecks, omdat hij voor en na elk optreden de merchandise verzorgde. Daarbij droeg hij steevast een rode baret en later (toen deze uit elkaar viel) een wollen mutsje.
Na het uiteenvallen van de Kecks richtte Vogelaars samen met Fred Kienhuis (ex-Jack of Hearts) de band De Snevo's op.